# Le Grand-Pressigny
Le Grand-Pressigny är en kommun i departementet Indre-et-Loire i regionen Centre-Val de Loire i de centrala delarna av Frankrike. Kommunen ligger i kantonen Le Grand-Pressigny som tillhör arrondissementet Loches. År 2022 hade Le Grand-Pressigny 879 invånare.

## Befolkningsutveckling
Antalet invånare i kommunen Le Grand-Pressigny
Referens:INSEE